# Patricia Crone
Patricia Crone (* 28. März 1945 in Kyndeløse Sydmark (Dänemark); † 11. Juli 2015 in Princeton, New Jersey) war eine dänische Islamwissenschaftlerin.
Crones bleibender Beitrag zur Islamwissenschaft ist die grundsätzliche Infragestellung der Historizität der islamischen Überlieferungen über die Anfänge des Islam. Damit trug sie als eine Hauptvertreterin der „Revisionistischen Schule“ wesentlich zu einem Paradigmenwechsel in der Islamwissenschaft bei.

## Leben
Nach einem Studium an der University of London machte Patricia Crone 1974 ihren Ph.D. an der School of Oriental and African Studies. Danach wurde sie Senior Research Fellow am Warburg Institute der Universität London. 1977 wurde sie University Lecturer für islamische Geschichte und Fellow des Jesus College an der Universität Oxford. 1990 wurde sie Assistant University Lecturer für Islamwissenschaft und Fellow am Gonville und Caius College der Universität Cambridge, wo sie von 1992 bis 1994 als University Lecturer für Islamwissenschaft und ab 1994 als Reader in islamischer Geschichte arbeitete. Seit 1997 war sie Professorin für islamische Geschichte am Institute for Advanced Study in Princeton. 2001 wurde sie zum Mitglied der American Philosophical Society gewählt. 2013 wurde sie korrespondierendes Mitglied der British Academy.
Sie starb am 11. Juli 2015 im Alter von 70 Jahren an Krebs.

## Forschung
Das zentrale Thema von Patricia Crones Forschungen war die grundsätzliche Infragestellung der Geschichtlichkeit der islamischen Quellen über die Anfänge des Islam. Die zwei bekanntesten Werke von Crone drehen sich um dieses Thema: Hagarism und Meccan Trade. Drei Jahrzehnte nach der Veröffentlichung von Hagarism nannte Fred Donner das Werk von Patricia Crone einen „Meilenstein“ auf dem Gebiet der Islamwissenschaften.
In Hagarism: The Making of the Islamic World (1977) präsentierten Crone und ihr Co-Autor Michael Cook eine grundlegend neue Untersuchung der frühislamischen Geschichte. Darin stellten sie die Geschichtlichkeit der islamischen Überlieferungen über die Anfänge des Islam grundsätzlich infrage. Deshalb versuchten sie, sich ein Bild von den Anfängen des Islam allein aus nicht-arabischen Quellen zu machen. Indem sie die einzigen erhaltenen zeitgenössischen Quellen zu den Anfängen des Islam studierten, die in Armenisch, Griechisch, Aramäisch und Syrisch geschrieben waren, rekonstruierten sie eine Geschichte von den Anfängen des Islam, die signifikant anders aussah, als die Geschichte, wie sie aus den islamischen Quellen bekannt ist. Crone und Cook meinten genau erklären zu können, wie der Islam aus der Fusion von verschiedenen nahöstlichen Kulturen unter arabischer Führung entstand. Später distanzierte sich Crone von diesem Versuch einer detaillierten Rekonstruktion der wahren Anfänge des Islam. Allerdings hielt sie an den grundlegenden Ergebnissen ihres Werkes fest:
- Die Geschichtlichkeit der islamischen Quellen über die Anfänge des Islam muss grundsätzlich infrage gestellt werden.
- Der Islam wurzelt tief im Judentum und Araber und Juden waren anfangs Verbündete.
- Nicht Mekka, sondern ein anderer Ort in Nordwest-Arabien war die Wiege des Islam.

In Meccan Trade and the Rise of Islam (1987) zeigt Crone, dass die Bedeutung des vorislamischen Handels in Mekka weit übertrieben wurde. Sie fand heraus, dass Mekka auf keiner der großen antiken Handelsrouten lag. Aus Anhaltspunkten im Koran wie z. B. das Vorhandensein von Olivenbäumen schloss Crone, dass die Geschehnisse, auf die der Koran Bezug nimmt, näher zum Mittelmeer stattgefunden haben müssen, und nicht in Mekka.
Während Patricia Crone ihre wissenschaftliche Laufbahn mit der Frühgeschichte der militärischen und wirtschaftlichen Situation des Mittleren Ostens begonnen hatte, konzentrierte sie sich später vor allem auf den Koran und kulturelle und religiöse Traditionen in Irak, Iran und dem früher iranischen Teil Zentralasiens.
Die Beobachtungen zur Geographie, wie z. B. alte Moscheen, die nicht auf Mekka zeigen, oder dass Mekka auf keiner der großen Handelsrouten lag, wurden im Jahr 2011 von Dan Gibson in dessen Werk Qur'ānic Geography aufgegriffen, um die Stadt Petra als den Ort vorzuschlagen, an dem Mohammed lebte.

## Schriften

### Als alleinige Autorin
- Slaves on Horses. The Evolution of the Islamic Polity. Cambridge University Press, Cambridge u. a. 1980, ISBN 0-521-22961-8.
- God's Caliph. Religious Authority in the First Centuries of Islam (= Oriental Publications. 37). Cambridge University Press, Cambridge u. a. 1986, ISBN 0-521-32185-9.
- Meccan Trade and the Rise of Islam. Blackwell, Oxford u. a. 1987, ISBN 0-631-15596-1.
- Pre-Industrial Societies. Blackwell, Oxford u. a. 1989, ISBN 0-631-15661-5, deutsch unter dem Titel: Die vorindustrielle Gesellschaft: eine Strukturanalyse. Aus dem Englischen von Marianne Menzel, Deutscher Taschenbuch-Verlag, München 1992, ISBN 978-3-423-04574-2.
- God's Rule. Government and Islam. Columbia University Press, New York, NY 2004, ISBN 0-231-13290-5.
- Medieval Islamic Political Thought. Edinburgh University Press, Edinburgh 2004, ISBN 0-7486-1871-6.
- Jewish Christianity and the Qurʾān (Part One). Journal of Near Eastern Studies 74.2 (2015): 225–253.

### Als Mitautorin
- mit Michael Cook: Hagarism. The Making of the Islamic World. Cambridge University Press, Cambridge u. a. 1977, ISBN 0-521-29754-0. Freie Online-Version bei archive.org
- mit Martin Hinds: Roman, Provincial and Islamic Law. The Origins of the Islamic Patronate. Cambridge University Press, Cambridge u. a. 1987, ISBN 0-521-32253-7.